# Hjejle
Hjejlen eller Hedehjejlen (Pluvialis apricaria) er en 27 cm stor vadefugl med rundt hoved, lille næb og kort hals, som typisk kan kendes på sine hvide "armhuler" i flugten. I Danmark var den tidligere vidt udbredt på hederne, men nu er der næsten ingen tilbage. Den er regnet som kritisk truet på den danske rødliste 2019.
Som trækgæst (efterår/forår) er den dog mere almindelig herhjemme. Hjejlen kan bedst ses i store flokke sammen med bl.a. hættemåger, viber og diverse spurvefugle på tørre marker nær kystområder. Den genkendes lettest, når den flyver tæt i flok sammen med andre artsfæller. 

## Ynglepladser
Hjejlen yngler helst i hedelandskab herhjemme. I 1-årsalderen yngler den første gang og fra slutningen af maj lægges 4 æg, som udruges i løbet af 28-31 dage. Efter at begge forældre har taget sig af ungerne, flyver de fra reden når de er 25-33 dage gamle.

## Føde
Hjejlens føde består af regnorme og biller samt diverse smådyr som den finder i jorden, ofte i 1-2 cm´s dybde.